# The Fine Art of Surfacing
The Fine Art of Surfacing è il terzo album in studio del gruppo musicale irlandese The Boomtown Rats, pubblicato nel 1979.

## Tracce
1. Someone's Looking at You
2. Diamond Smiles
3. Wind Chill Factor (Minus Zero)
4. Having My Picture Taken
5. Sleep (Fingers' Lullaby)
6. Ghost track
7. I Don't Like Mondays
8. Nothing Happened Today
9. Keep It Up
10. Nice N Neat
11. When the Night Comes
12. Ghost track

Bonus tracks 2005
1. Real Different
2. How Do You Do?
3. Late Last Night
4. Nothing Happened Today (Live in Cardiff)